# Eporectis tephropis
Eporectis tephropis är en fjärilsart som beskrevs av Turner 1902. Eporectis tephropis ingår i släktet Eporectis och familjen nattflyn. Inga underarter finns listade i Catalogue of Life.